# Ford Escort (Brasil)
O Ford Escort é um automóvel produzido pela Ford do Brasil de 1983 a 2004, inicialmente com um formato mais retilíneo. Baseado na III geração do Escort Europeu (Mk3), foi lançado para substituir o Corcel, mais específicamente o Ford Corcel II, a 2ª geração do carro, representando o segmento de carros médios da Ford no Brasil.

## Primeira geração brasileira
O nome Escort em inglês significa Acompanhante ou Escolta. Foi criado com visual moderno e esportivo, com três ou cinco portas lançados ao mesmo tempo – uma novidade para a época – e cores vibrantes, como o azul cobalto e vermelho. Os modelos disponíveis eram o básico, L, GL, Ghia e XR3, sendo este último a versão com apelo mais esportivo de toda a linha. As versões L e GL podiam vir inicialmente com motor CHT 1.35L de 56,8/63,5 cavalos (G/A) ou CHT 1.6L de 65,3/73,4 cavalos (G/A), enquanto as versões Ghia e XR3 só vinham com a unidade de 1.6L.
Dentre os mais desejados, destacava-se o XR3, com seus defletores aerodinâmicos, rodas aro 14, teto solar e bancos esportivos, formando um visual muito moderno para a época. O motor era 1.6L a álcool, com 83,4 cavalos, números que não faziam jus à esportividade sugerida pelo visual externo.

### 1985 - Chegada do Escort XR3 Conversível
Em abril de 1985 surgia a versão XR3 conversível (cabriolet), primeiro conversível nacional fabricado com o aval de uma grande fábrica (antes deste modelo apenas o Volkswagen Karmann Ghia havia sido fabricado nesta configuração no Brasil), também com motor CHT 1.6L. O projeto e a produção deste novo modelo eram cuidadosas, e foi feita em parceria com a Karmann Ghia do Brasil Projetos Especiais, sediada em São Bernardo do Campo, SP. Logo esta versão também se tornou altamente desejada, e virou um sucesso, dando status à seus proprietários. No final de 1989, o acionamento da capota conversível passou a ser por comando eletro hidráulico, novidade incorporada junto com a adoção do motor Volkswagen AP1800S do Gol GTS.. Em 1996 o modelo conversível deixou de ser produzido.

### 1987 - Reestilização
Em 1987, o Ford Escort teve sua primeira reestilização, também baseada na matriz européia, com parachoques envolventes, ausência de grade frontal e lanternas traseiras lisas, além de novo interior. Mudou-se o Escort XR3, que ganhou vidros elétricos, três cavalos a mais de potência e perdeu os faróis de neblina no parachoque, permanecendo apenas os de milha na altura dos faróis principais.

### 1989 - Chegada dos motores Volkswagen AP
Mas foi em 1989 a maior mudança: com a criação da holding Autolatina (união entre Volkswagen e Ford na América Latina), o Ford Escort ganhou como opção motores da família AP da Volkswagen. O AP1800 com 90 cavalos, usado nas versões GL de Gol, Voyage e Parati, para as versões GL (opcional) e Ghia do Escort. Já os esportivos XR3 e XR3 Conversível o AP1800S de 99 cv, que equipavam as versões GTS do Gol e GLS de Voyage e Parati. A nova motorização Volkswagen deu um desempenho muito mais interessante, principalmente na versão XR3, que ganhou novo ânimo e a esportividade que faltava. O câmbio, instalado na transversal, veio do Golf alemão da época. 

### 1991 - Retorno da versão com quatro portas
No fim de 1991, já com a linha 1992, o Escort ainda ganhou a versão Guarujá com motor 1.8, única com quatro portas na linha desde 1986, quando a Ford tirou a opção do catálogo pelas baixas vendas. Essa versão não teve sucesso, por ser a única versão produzida na Argentina, país que na época tinha a má-fama de produzir carros de qualidade bastante duvidosa.

### 1992 - Adoção da Direção Hidráulica
No início de 1992 a linha Escort passou a contar opcionalmente com sistema de direção hidráulica. O modelo tinha um sistema mecânico muito pesado, e seu principal concorrente, o Chevrolet Kadett tinha o equipamento desde a versão mais básica. O sistema usado pelo Escort era opcional a partir da versão 1.8 GL e na 1.8 Guarujá de 4 portas. De série apenas para o 1.8 Ghia, 1.8 XR3 e XR3 Conversível. O sistema também foi aplicado nos sedãs Verona e VW Apollo. Pareceu uma despedida em grande estilo dessa geração.

## Segunda geração brasileira

### 1993 - Chegada da nova geração e motor AP2000i para o XR3
A segunda geração chegou em fins de 1992 já como linha 1993, nas versões L, GL, Ghia, XR3 e XR3 conversível. A partir daí, os motores CHT passaram a usar a nomenclatura "AE". A versão L e também a GL vinham equipadas com motor AE1600 e opcionalmente o AP1800, de origem Volkswagen. A Ghia vinha apenas com motor AP 1800. Todas essas versões ainda usavam carburador e tinham versões a gasolina e a álcool. Já o XR3 chegou com motor AP2000i a gasolina, com injeção eletrônica multiponto Bosch LE-Jetronic (a mesma do Gol GTi) e 115,5 cavalos. Com o lançamento da nova geração do Escort, a antiga geração permaneceu em produção, ganhando na linha 1993 a nomenclatura Hobby e motor AE1600.

#### Nova Transmissão
Junto com essa nova geração, foi introduzida uma nova caixa de marchas transversal, fabricada pela Volkswagen na fábrica de Pacheco na Argentina, para atender aos modelos da Autolatina Brasil, deixando assim de usar a caixa alemã. Esse sistema foi o pioneiro no Brasil por usar cabos de aço na seleção e engate de marchas, deixando o sistema tão macio quanto os câmbios longitudinais usados nos modelos brasileiros da VW. A caixa de mudanças, denominada "MQ" foi usada na linha Escort de 1993 até 1996, quando deuxou de usar os motores VW com o fim da Autolatina. Foi usada posteriormente no Polo Classic 1.8 Mi e na Van 1.6 Mi, entre 1997 e 2002, na linha Golf entre 2001 e 2013, na linha Polo nacional entre 2002 e 2014, na linha Fox e Spacefox entre 2003 e 2022, no Up! entre 2014 e 2021 e na linha Gol e Voyage de 2008 a 2022. É usada até hoje pela VW brasileira em seus modelos com transmissão manual, como a Saveiro, o Polo e o Virtus.

### 1994 - Adoção do AP 1600, Injeção Eletrônica para o AP1800 e novo sistema para o AP2000.
Na linha 1994, o XR3 ganhou injeção multiponto FIC EEC-IV no motor 2.0L e uma versão abastecida a álcool com 122,4 cavalos, enquanto todas as outras versões abandonaram o arcaico carburador e passaram a usar também injeção FIC, porém monoponto. A versão Ghia ganhou opção do motor AP2000, que depois passou a vir com injeção eletrônica. O motor AE1600 carburado é substituído em 1994 pelo AP1600i. Em 1994, o Hobby ganhou o motor AE1000 de 50cv do Volkswagen Gol 1000, após incentivo governamental a motores dessa capacidade.

### 1995 - Poucas mudanças e inovações
Em 1995, o XR3 ganhou novas rodas e ajuste de altura do volante. Nesse mesmo ano a versão 2.0i XR3 Conversível deixa de ser oferecida, chegando ao final o último e único conversível de fábrica.

### 1996 - Novas versões, transferência da produção para a Argentina, o fim do Escort XR3 e dos Motores VW
Em 1996, a produção foi transferida para a Argentina para abrir espaço para produzir a nova geração do Fiesta no Brasil. Com isso o modelo perdeu as versões Ghia, XR3 e XR3 conversível. A versão Hobby, da geração anterior, foi substituída pelo Fiesta 1.0, diminuindo muito a linha. Sobraram só as versões GL (equivalente à antiga L) e GLX (equivalente a antiga versão GL, mas com alguns elementos usados na Ghia). Ambas vinham com motor AP 1.8i. A versão Racer, com motor 2.0i, tinha intenção de substituir o XR3, sem sucesso devido à extrema simplicidade, pois não havia mais os bancos Recaro, a frente diferenciada e os fartos itens de conforto do XR3. Toda a linha passou a utilizar a grade frontal de formato oval (que vinha nos Escort europeus desde 1992), além de parachoque na cor do carro. Essa linha durou apenas 6 meses no mercado, queimando o modelo, que já não estava bem nas vendas.

## Terceira geração brasileira: O Escort Zetec

### 1997 - Novo motor Ford e versão "Station Wagon" inédita
A terceira geração chegou no fim de 1996, na linha 1997, com o moderno motor Zetec 1.8 16v de 115 cavalos, fabricado na Inglaterra, encerrando a presença dos motores Volkswagen na linha. O Escort passou a ser oferecido inicialmente nas versões hatch de 4 portas. Com essa mudança veio a versão station wagon, inédita no Brasil, que chegava para concorrer num nicho crescente no país que era o das peruas familiares. Concorria diretamente com a VW Parati, Chevrolet Corsa Wagon e Ipanema e com a Fiat Palio Weekend. Outra novidade foi a versão sedã de 5 portas. Com o fim do Verona em 1996, essa carroceria foi incorporada a linha Escort. As versões para a nova linha eram a GL e GLX, sempre com o mesmo motor 1.8 16V. 

### 1998 - Chegada da carroceria de duas portas, do Escort RS e o fim da versão sedan
Em 1998, a linha ganhava novamente carroceria 2 portas, nas versões GL e RS, ambas com o mesmo motor Zetec 1.8 16v do resto da linha. No final do mesmo ano, a versão sedan e a GL de duas portas saem de linha, mantendo somente a versão RS na carroceria de 2 portas. 

### 1999 - Introdução do motor Zetec Rocam 1.6 8V
Em 1999, a linha ganhava motor Zetec-Rocam 1.6L de 95 cavalos para o hatch e a station, que era oferecido somente no GL (que ao contrário do que muita gente pensa, o GL também tinha opção de motor 1.8 até o fim de sua produção, no final de 2002, já como modelo 2003).

### 2000 a 2003 - Poucas mudanças e abertura de espaço para a chegada do Focus
No fim de 2000, com a chegada do Ford Focus, sucessor natural do Escort na Europa, o modelo RS sai de linha pelo alto preço da época e a falta de equipamentos em relação à concorrência, já o resto das versões tem apenas alguns ganhos de poucos equipamentos, como air-bag duplo, rebaixando o modelo. O modelo então permaneceu sem alterações até sair de linha em 2003. Sua carreira de 20 anos no Brasil chegava ao fim, e o Focus tomava definitivamente o seu lugar no segmento médio. Voltou ao Brasil em 2004 e saiu de linha em 2005.

## Versões
- Hatch

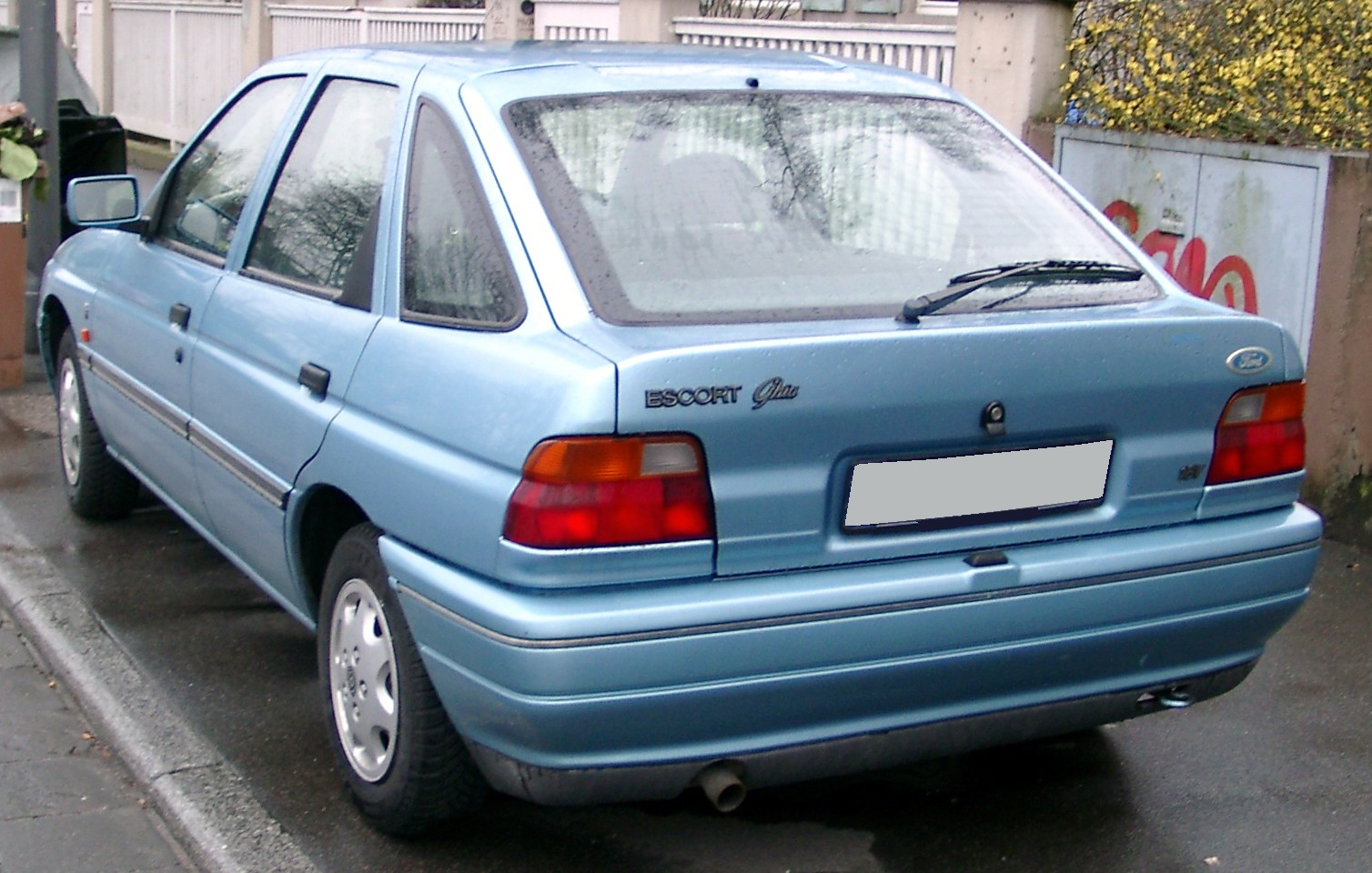
Sedã: chamado de Ford Verona (entre 1989 e 1996) e rebatizado para Escort Sedan (entre 1997 e 1998).
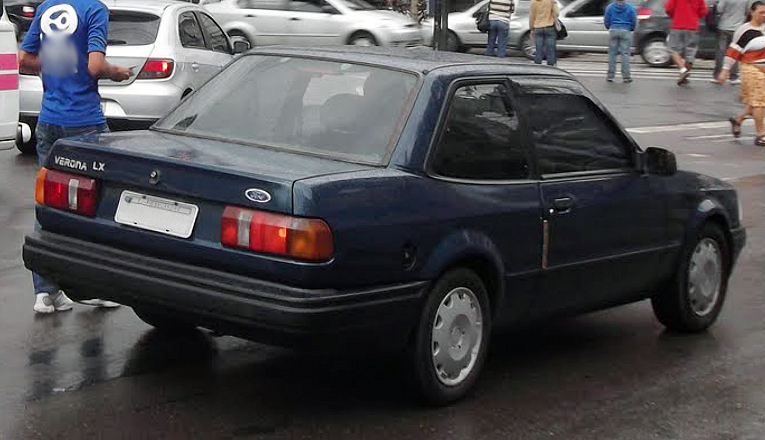
- Ford Verona Sedan
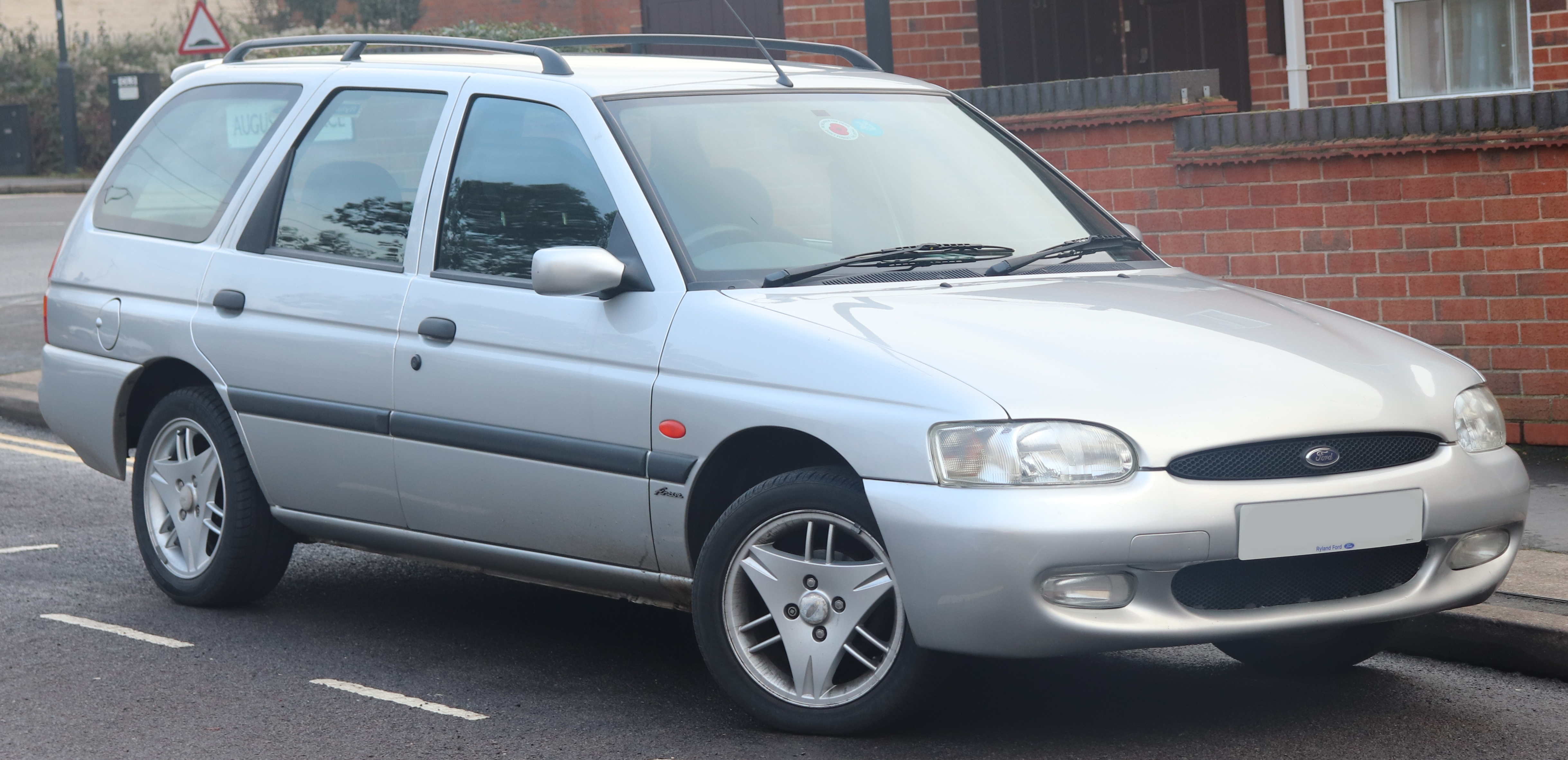
- Ford Escort SW

- Station wagon

- *Ford Escort Hatch
- *Ford Verona Sedan
- *Ford Escort SW

## Na Mídia
Com a estreia da série documental "Pacto Brutal - O Assassinato de Daniella Perez", em 2022, o Escort voltou a aparecer na mídia. Na ocasião em que a atriz Daniella Perez foi assassinada, em 28 de Dezembro de 1992, por Guilherme de Pádua e sua então esposa Paula, ela utilizava um modelo "L", com motor 1.6, ano 1989, placas "WI-4055", ainda amarelas e com 2 letras, na cor preta, que era de seu esposo, o também ator Raul Gazolla. Pelas fotos trata-se de uma série especial da versão "L" lançada no final dos anos 1980, onde o modelo dispunha do logotipo de identificação como o do esportivo XR3, em adesivo vermelho e não plaqueta plástica preta e cinza e também os parachoques com friso vermelho, usados pelo esportivo até 1990. Além disso o modelo também vinha com o volante de empunhadura especial, também do XR3, como aparece nas imagens da série. Nesse mesmo dia, de acordo com relatos da série, o modelo havia apresentado um problema na ventoinha do motor, defeito comum ao Escort equipado com motor Ford CHT 1.6. Esse problema faz a atriz se apressar no horário de seu almoço, na casa de sua mãe, Glória Perez, pois ela havia ido até lá para pegar os 6 mil dólares que daria de entrada em um novo carro, um Suzuki Vitara. A atriz então se dirigiu para os estúdios da Tycoon, onde gravava a novela "De Corpo e Alma". Perto das 21 horas ela saiu em direção a sua casa, onde encontraria com o marido. No trajeto ela parou para abastecer o modelo em um posto na Barra da Tijuca, onde foi emboscada e colocada no veículo do casal de assassinos. O assassino tomou a direção do Escort L de Daniella, vindo a estacioná-lo na Rua Cândido Portinari, hoje Av. Candido Portinari, próximo ao condomínio Rio Mar. O carro foi visto pelo advogado Hugo da Silveira, que passou e anotou a placa do Ford e também a adulterada do carro dos assassinos. Essas informações constam nos autos do processo 4330/93. Com a fuga dos assassinos, o Escort L foi abandonado no local, sendo encontrado por moradores do condomínio que avisaram a Polícia Militar, que chegou ao local e encontrou o modelo e também o corpo da atriz. O Escort L de Daniella apareceu nos telejornais a época do crime e também em um site que sua mãe Gloria Perez mantém com os detalhes do processo. Ele novamente é destaque na série da HBO Max, onde na dramatização foi substituído por um modelo, que é identificado como 1.8 XR3, na cor azul, que teve retirados o aerofólio da tampa traseira e os faróis de milha, junto ao parachoque dianteiro. Segundo o youtuber Fernando Brandão, que mantém um perfil na plataforma de caça a automóveis, esse Escort L teve sua placa convertida para LJD-4055, e através de uma pesquisa no Sinesp Cidadão, corresponde ao modelo.